# Centre Cristià Democràtic
El Centre Cristià Democratic (en italià: Centro Cristiano Democratico, CCD) fou un partit polític d'Itàlia fundat el 18 de gener de 1994 per polítics moderats de l'extingida Democràcia Cristiana Italiana. Aquests polítics van rebutjar unir-se al nou Partit Popular Italià. Entre els fundadors es trobaven Pier Ferdinando Casini (que fou el secretari), Clemente Mastella (president) i Francesco D'Onofrio.

## Història
A les eleccions legislatives italianes de 1994 el CCD es va aliar aviat amb el Pol de les Llibertats, coalició de centredreta liderada per Silvio Berlusconi. Aquesta coalició va vèncer a les eleccions. No obstant això, aquest govern cauria poc després per desavinences entre els partits membres.
Després d'aquest relatiu fracàs el CCD s'uneix amb Forza Italia, Alleanza Nazionale i els Cristians Democràtics Units (CDU) per a les eleccions legislatives italianes de 1996. Després de la victòria de Romano Prodi, passen a l'oposició formant un sol grup. Allí, la CDU de Rocco Buttiglione se sent discriminada pel CCD, adherint-se al grup mixt. D'aquesta manera es va iniciar un enfrontament entre dos importants grups democristians. Més endavant, el febrer de 1998, CCD sofreix una important escissió. Mastella abandona el partit i funda un nou partit del que en sorgiria després Populars-UDEUR després de la unió d'algunes restes del Partit Popular Italià. Mentrestant la resta del partit roman fidel a Casini, secretari general.
La desaparició del partit arriba el 2002. Abans, després de la victòria electoral de Berlusconi el 2001, Casini havia estat elegit president de la cambra dels diputats. A més, CCD aconseguiria un ministre en el govern del centredreta. La dissolució del partit va tenir lloc per la unió de les forces democristianes del centredreta que van decidir fundar la Unió dels Demòcrates Cristians i de Centre (UDC).

## Resultats electorals

### Parlament italià
| Any  | Líder                  | Vots             | %                | Diputats | +/− | Vots         | %            | Senadors | +/- |
| ---- | ---------------------- | ---------------- | ---------------- | -------- | --- | ------------ | ------------ | -------- | --- |
| 1994 | Pier Ferdinando Casini | Coalició CCD-FI  | Coalició CCD-FI  | 27 / 630 | Nou | Dins PdL/PBG | Dins PdL/PBG | 12 / 315 | –   |
| 1996 | Pier Ferdinando Casini | Coalició CCD-CDU | Coalició CCD-CDU | 19 / 630 | 8   | Dins PpL     | Dins PpL     | 15 / 315 | 3   |
| 2001 | Pier Ferdinando Casini | Coalició CCD-CDU | Coalició CCD-CDU | 24 / 630 | 5   | Dins CdL     | Dins CdL     | 21 / 315 | 6   |

### Parlament europeu
| Any  | Líder                  | Vots              | %                 | Escons | +/− |
| ---- | ---------------------- | ----------------- | ----------------- | ------ | --- |
| 1994 | Pier Ferdinando Casini | Dins Forza Italia | Dins Forza Italia | 3 / 87 | Nou |
| 1999 | Pier Ferdinando Casini | 805,320 (9è)      | 2.6               | 2 / 72 | 1   |